# Denis Salaville
Denis Salaville, né le 9 octobre 1927 à Servières (Lozère) et décédé le 4 novembre 2010 à Rimeize, est un homme politique français.

## Mandats
- 1977-1978 : Député de la 2e circonscription de la Lozère

## Référence
1. ↑  État civil sur le fichier des personnes décédées en France depuis 1970